# Альберто Коломбо (футболіст)
Альберто Коломбо (італ. Alberto Colombo, нар. 24 лютого 1974, Чезана-Бріанца) — італійський футболіст, що грав на позиції півзахисника. По завершенні ігрової кар'єри — тренер. З 2023 року очолює тренерський штаб команди «Потенца».

## Ігрова кар'єра
У дорослому футболі дебютував 1992 року виступами за команду «Комо», в якій провів чотири сезони, взявши участь у 33 матчах чемпіонату. 
Згодом з 1996 по 2006 рік грав у складі команд «Палаццоло», «Лекко», «Комо», «Монца», «АльбіноЛеффе», «Комо» та «К'яссо».
Завершив ігрову кар'єру у команді «Монтік'ярі», за яку виступав протягом 2006—2007 років.

## Кар'єра тренера
Розпочав тренерську кар'єру, повернувшись до футболу після невеликої перерви, 2012 року, увійшовши до тренерського штабу клубу «Про Патрія». 
Протягом одного року, починаючи з 2022, був головним тренером команди «Пескара».
Протягом тренерської кар'єри також очолював команди «Реджяна», «Зюйдтіроль», «Віченца», «Алессандрія». «Арциньяно Вальк'ямпо», «Віртус Франкавілла» та «Монополі».
З 2023 року очолює тренерський штаб команди «Потенца».